# Jade Weber
Jade Weber (* 7. března 2005 Hongkong, Čína) je dětská modelka. Proslavila se hlavně modelingem a spoluprací se známými značkami oblečení. Účinkovala ve třech hudebních videoklipech, ve třech krátkých filmech.

## Osobní život
Narozena v Hongkongu, má rodiče z Francie a žije v Los Angeles od roku 2011 (předtím žila v Hongkongu a Sydney). Plynule mluví francouzsky a anglicky a učí se mandarínsky. Když byla malá tancovala balet, hip-hop, jazz a moderní scénický tanec a chtěla tím být známá po celém světě. Až vyroste chce být buď herečka, nebo právnička. Ve volném čase ráda hraje basketbal, čte knihy, sleduje televizi, nebo poslouchá hudbu. Její oblíbený styl hudby je pop a rock. Studuje na veřejné základní škole, ale pro její častější absenci dostává více domácích úkolů, aby nebyla pozadu. Miluje plody moře, ale nemůže je jíst ve velkém množství kvůli alergii. Její oblíbená filmová série je Harry Potter. Ráda cestuje a mezi její nejoblíbenější místa patří Havaj a Francie.

## Kariéra
Jade byla náhodně objevena fotografem, když jí bylo 9 let. Modeling ji začal bavit, a tak rychle získala spousty zkušeností. Jade je zastupována LA Models Youth, Monster Managment (Itálie) a Division Model (Nizozemsko). Je dobře známa pro svůj specifický vzhled a spolupracovala na velkých kampaních se značkami jako je H&M, Forever 21, Hudson a podobně. Objevila se v magazínech Vogue, AFM, Bambini, Bella, Lucy's, Hooligans Magazine, Poster Child Mag a v mnoha dalších. Její sen v modelingu je spolupráce se značkami Dior a Chanel. V roce 2017 byla nominována jako jedna z 10 nejhezčích dětí na světě. V roce 2018 jako jedna ze 100 nejhezčích dětí na světě společností tc candler. Má ráda práci před kamerou a užívá si pracovat s různými lidmi, protože tím získává nové zkušenosti. V roce 2017 začala hrát v konzervatoři pro mladé herce a herečky, kterou vlastní Gary Spatz. Jade se prvně objevila v televizních reklamách a následně v hudebních videoklipech. Byla na několika konkursech a proto ji uvidíme v nějakém z nových filmů. Její idol je Angelina Jolie.

## Filmografie
Podle zdroje:
| Rok  | Český název          | Originální název     | Režie          |
| ---- | -------------------- | -------------------- | -------------- |
| 2018 | Les Inconnus: Escape | Les Inconnus: Escape | Eva Doležalová |
| 2016 | Color My Dreams      | Color My Dreams      | Claire Imler   |

## Spolupráce
Polde zdroje:
- Forever 21
- H&M
- Hudson
- Ralph Lauren Chaps
- Abercrombie and Fitch
- Levi’s
- Justice
- Miss Behave Girl
- Bloomingdales
- Nordstrom
- Kohl’s
- Modern Queen Kids
- Tillys
- Guess
- Real-U Australia